# Ван Дартел, Рон
Роналд Якобус Петрус Мари ван Дартел (нидерл. Ronald Jacobus Petrus Marie van Dartel; род. 1953, Амерсфорт, Утрехт) — нидерландский дипломат. Посол Нидерландов в Сербии (2006—2010), России (2013—2016) и Польше (2016-?).

## Биография

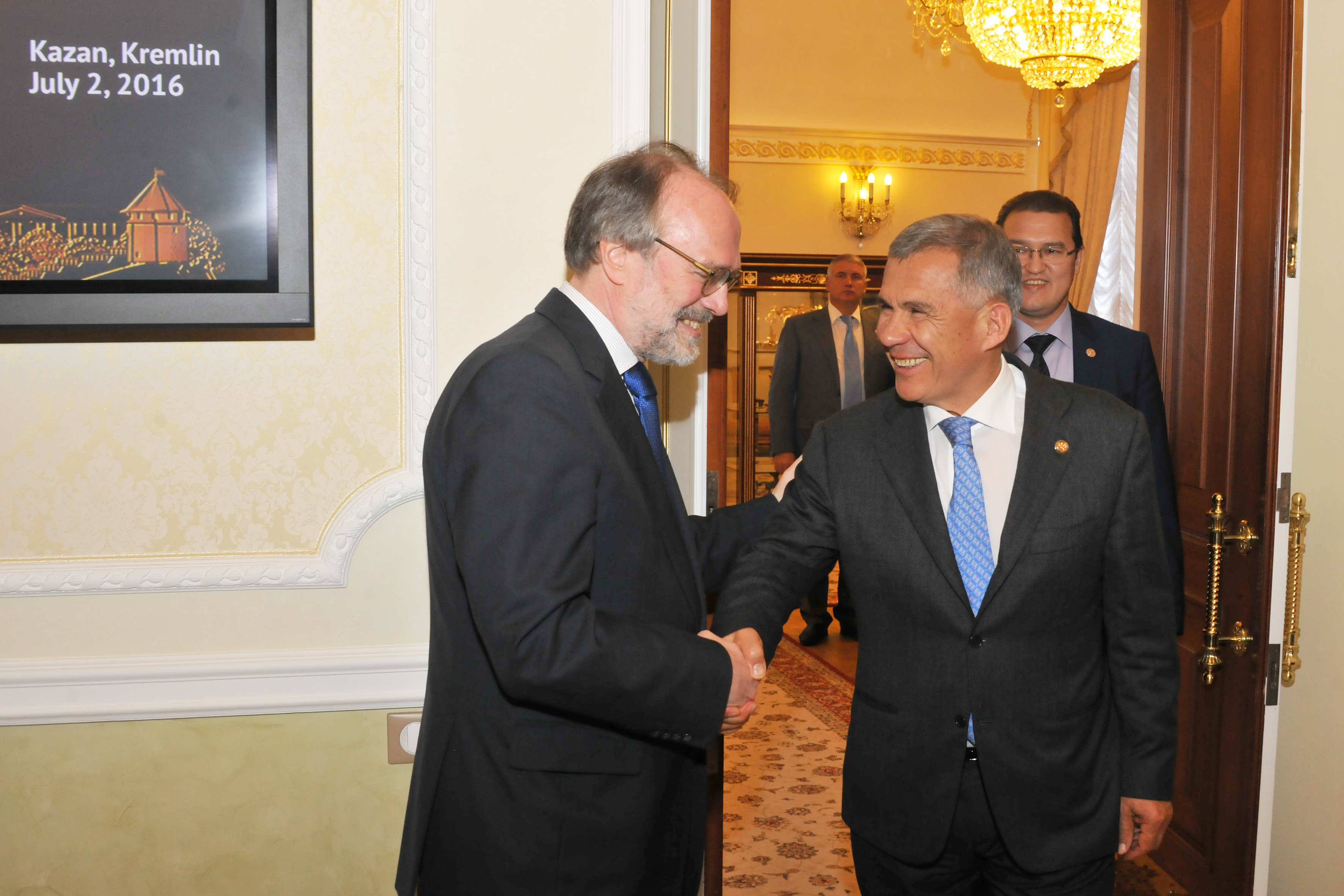
Встреча с Рустамом Миннихановым, 2016 год

Родился в 1953 году в городе Амерсфорт. Получил юридическое образование в Утрехтском университете, который окончил в 1977 году. Длительное время работал в Министерстве экономики Нидерландов, а в 1996 году перешёл на службу в Министерство иностранных дел. В течение четырёх лет работал в качестве заместителя посла в Германии. Являлся представителем в ОБСЕ. С 2006 по 2010 год — посол Нидерландов в Сербии.
В октябре 2013 года назначен послом Нидерландов в России. Его назначению предшествовала напряжённость в межгосударственных отношениях, вызванная взломом квартиры российских дипломатов в Гааге, а также избиением российского дипломата Дмитрия Бородина в Нидерландах и нидерландского представителя Онно Элдеренбоса в Москве. Работа ван Дартела на посту посла пришлась на время сбития самолёта Boeing 777 в Донецкой области. В 2016 году ван Дартела сменила Рене Джонс-Бос, а он сам был назначен на аналогичную должность в Польше. По совместительству являлся послом в Белоруссии.
29 марта 2023 года министр внешней торговли Лисье Схрейнемахер назначила ван Дартела представителем нидерландского правительства по делам Украины. Создание такой должности было предложено членами парламента для координации контактов украинских властей с нидерландским и международным бизнесом для восстановления Украины, пострадавшей от боевых действий. Менее чем через месяц после назначения, 20 апреля, ван Дартел был отправлен в отставку из-за заявлений высказанных в книге Джерарда Дилессена «Если опустишь планку — выше не прыгнешь» (нидерл. Als je de lat lager legt ga je niet hoger springen). Наибольший резонанс вызвала фраза дипломата о том, что «украинцы — это те же русские».